# Vale de Preševo
O Vale de Preševo (em sérvio:  Прешевска долина / Preševska dolina; em albanês:  Lugina e Preshevës) é uma região geopolítica no sul da Sérvia, ao longo da fronteira com o Kosovo. O vale inclui geograficamente os municípios de Bujanovac e Preševo, e politicamente também Medveđa. É o lar da maior parte da comunidade albanesa na Sérvia,  que compreende a maior parte da população, sendo o restante composto por sérvios e ciganos.

## Terminologia
Em albanês a área é referida como Lugina e Preshevës e em sérvio como Preševska dolina. Os albaneses às vezes também chamam a região de Kosovo Oriental, já que partes do território eram consideradas parte da região geográfica do Kosovo até o final da Segunda Guerra Mundial.  A própria Preševo foi um caza do Vilaiete de Kosovo até 1912. Medveđa fez parte do Sanjaco de Niš até 1878. A mudança na fronteira administrativa entre Em uma série de reformas administrativas após a guerra, passou a fazer parte do Distrito de Pčinja. Por causa das demandas albanesas por autonomia territorial, o uso do "Vale de Preševo" é um tanto politicamente carregado. Nas declarações oficiais sérvias, a área é geralmente referida como o “território dos municípios de Preševo, Bujanovac e Medveđa”.  

## Geografia
Geograficamente, o Vale de Preševo coincide com a bacia do rio Preševska Moravica, desde a sua nascente perto da cidade de Preševo até à confluência com Morava do Sul em Bujanovac. Faz parte da rota Morava/Vardar Norte-Sul através dos Bálcãs, que segue os fluxos da Grande Morava e da Morava do Sul através da Sérvia. Esta rota transporta os corredores pan-europeus X e E75. A importância desta rota para a Sérvia aumentou desde 1999, quando a principal rota alternativa, através de Pristina, tornou-se inutilizável devido à Guerra do Kosovo e à subsequente perda do controlo sérvio sobre o Kosovo. 

## História
Em 1938, durante a colonização do Kosovo, Preševo foi designada na Convenção Turco-Iugoslava como uma das áreas cuja população seria forçada a migrar para a Turquia. 
O governo comunista iugoslavo, procurando manter o controlo sérvio sobre as rotas rodoviárias e ferroviárias que passavam pela região e também controlar os nacionalistas albaneses, separou esta região do Kosovo e organizou-a na Sérvia.   Durante a Guerra do Kosovo, 6.000–8.000 albaneses étnicos deixaram a área. Eles relataram que estavam sendo recrutados e que os paramilitares sérvios tentavam forçá-los a entrar em quartéis militares. 

### Conflito do Vale de Preševo
Em 2001, na sequência da Guerra do Kosovo, ocorreram confrontos entre as forças de segurança sérvias e guerrilheiros de etnia albanesa ligados ao Exército de Libertação do Kosovo (KLA), conhecido como Exército de Libertação de Preševo, Medveđa e Bujanovac (albanês: Ushtria Çlirimtare për Preshevë, Medvegjë dhe Bujanoc, UÇPMB). O objetivo da UÇPM era assumir o controle total de Preševo, Bujanovac e Medveđa e mantê-las até o momento em que as terras adjacentes, Kosovo e Macedônia Ocidental, também ficassem sob controle albanês. Isto deveria ter sido seguido pela abertura gradual das fronteiras. Sem a atenção da mídia internacional, os incidentes foram interrompidos à medida que as atividades se espalhavam ao sul da fronteira para a Macedônia, de onde a organização gêmea Exército de Libertação Nacional se envolveu em uma guerra contra as autoridades macedônias. O conflito do vale do Presevo terminou após a intervenção internacional que levou ao tratado de paz, que desmilitarizou a área, anistiou a UÇPMB e concedeu ao exército iugoslavo a entrada na região sob a aprovação da OTAN. 
Em setembro de 2007, Boris Tadić, o presidente da Sérvia, afirmou "que antigos e atuais terroristas, que recentemente conseguiram escapar da prisão no Kosovo, estavam localizados nas regiões do norte da República da Macedónia". Segundo Tadić, “os terroristas estão a planear novos ataques aos municípios do sul da Sérvia, a fim de iniciar um novo conflito no Vale de Preševo”. 
Em 2021, o Comitê de Helsínquia para os Direitos Humanos na Sérvia informou que o governo sérvio estava a realizar uma "passivação da residência dos albaneses", resultando na perda do direito de voto, dos seus bens, do seguro de saúde, das pensões e do emprego dos albaneses que viviam no sul da Sérvia. Esta medida equivalia a “limpeza étnica através de meios administrativos”. 

## Demografia
O censo de 2002 registrou 34.904 pessoas em Presevo e 43.302 em Bujanovac (78.206 no total; 54.779 albaneses). A maior parte da população albanesa boicotou o censo de 2011. O governo sérvio estimou que o número de habitantes nestes dois municípios é de 67.900 (dos quais quase 70% são albaneses). Os albaneses são maioria em Presevo e Bujanovac, enquanto os sérvios são o segundo maior grupo étnico. Em 2002, Medveđa tinha 10.760 cidadãos (2.816 albaneses). Em 2015, após um acordo entre as instituições locais e o governo sérvio, uma equipa internacional liderada pela OSCE compilou um relatório que avaliou a população em Presevo em 29.600, em Bujanovac em 38.300 e em Medveđa em 7.400. 
| Município | Área em km2 | População (2002) | População (2015) |
| --------- | ----------- | ---------------- | ---------------- |
| Presevo   | 264         | 34.904           | 29.600           |
| Bujanovac | 461         | 43.302           | 38.300           |
| Medveđa * | 524         | 10.760           | 7.400            |
| Total     | 1.249       | 88.966           | 75.300           |

## Política
Existem seis partidos que representam a minoria albanesa na política local e nacional. O Partido para a Ação Democrática, uma das maiores organizações, conquistou dois assentos nas eleições parlamentares de 2014. Outros partidos boicotaram as eleições, citando o profundo descontentamento com o tratamento dado por Belgrado à minoria albanesa como uma das principais razões. Como resultado, a Assembleia Nacional da Sérvia tem apenas dois albaneses étnicos. 
A região é frequentemente mencionada em conexão com as negociações políticas do processo de estatuto do Kosovo. Os líderes albaneses do Vale de Preševo queriam participar nas conversações, mas não foram autorizados. Um intercâmbio territorial entre a Sérvia e o Kosovo envolvendo o Vale de Preševo (e por vezes Medveđa) e o Norte do Kosovo é um tema frequentemente mencionado nos meios de comunicação social e em declarações informais de "investigação", mas todas as partes no processo oficial até agora rejeitaram qualquer perspectiva de uma mudança de fronteira.  Um estudioso chinês propôs outra troca de território: os enclaves sérvios ao sul do rio Ibar com o vale de Preševo. 